# Paniyaram

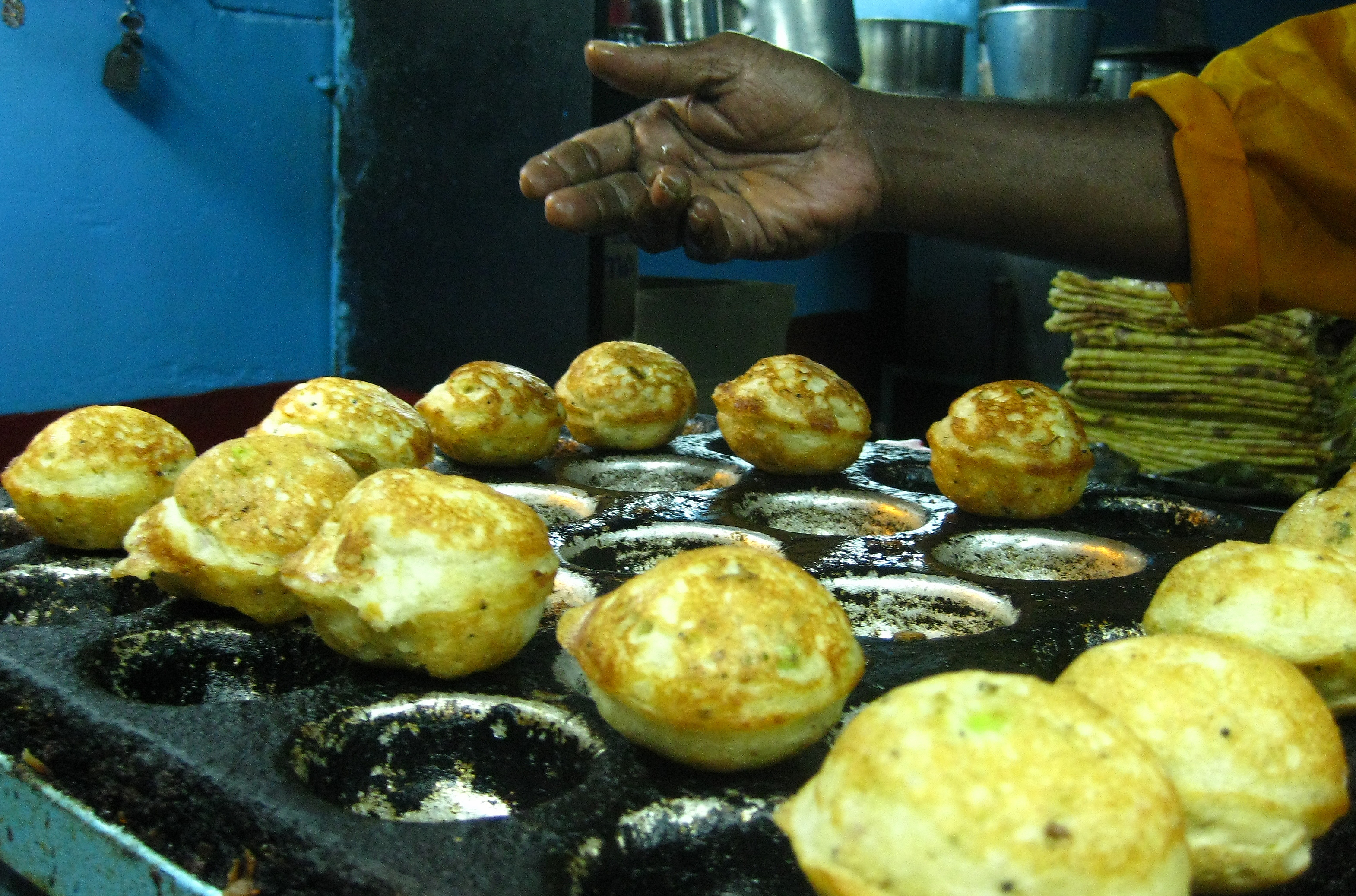
Kuzhi paniyaram.

Paniyaram (Tamil:பணியாரம், viene a significar: pan de arroz) es un plato elaborado con una masa hervida — generalmente de legumbres (como puede ser lenteja negra) y harina de arroz. 
La masa resultante se moldea. Es muy similar al idli y la dosa procedente de Tamil Nadu y todos ellos son elaborados para ser servidos en ocasiones especiales. Los paniyarams pueden ser dulces o salados. No suele encontrarse en restaurantes y es muy alimento muy elaborado. Era costumbre hacerlo para ser transportado por los viajeros que iban a andar más de un día. 
Los paniyaram se conocen en algunas zonas del Sur de la India como: paddu, appe, guliappa, gulittu, gundponglu, gunta pangana, gunta pongadalu.